# Pętla (transport publiczny)

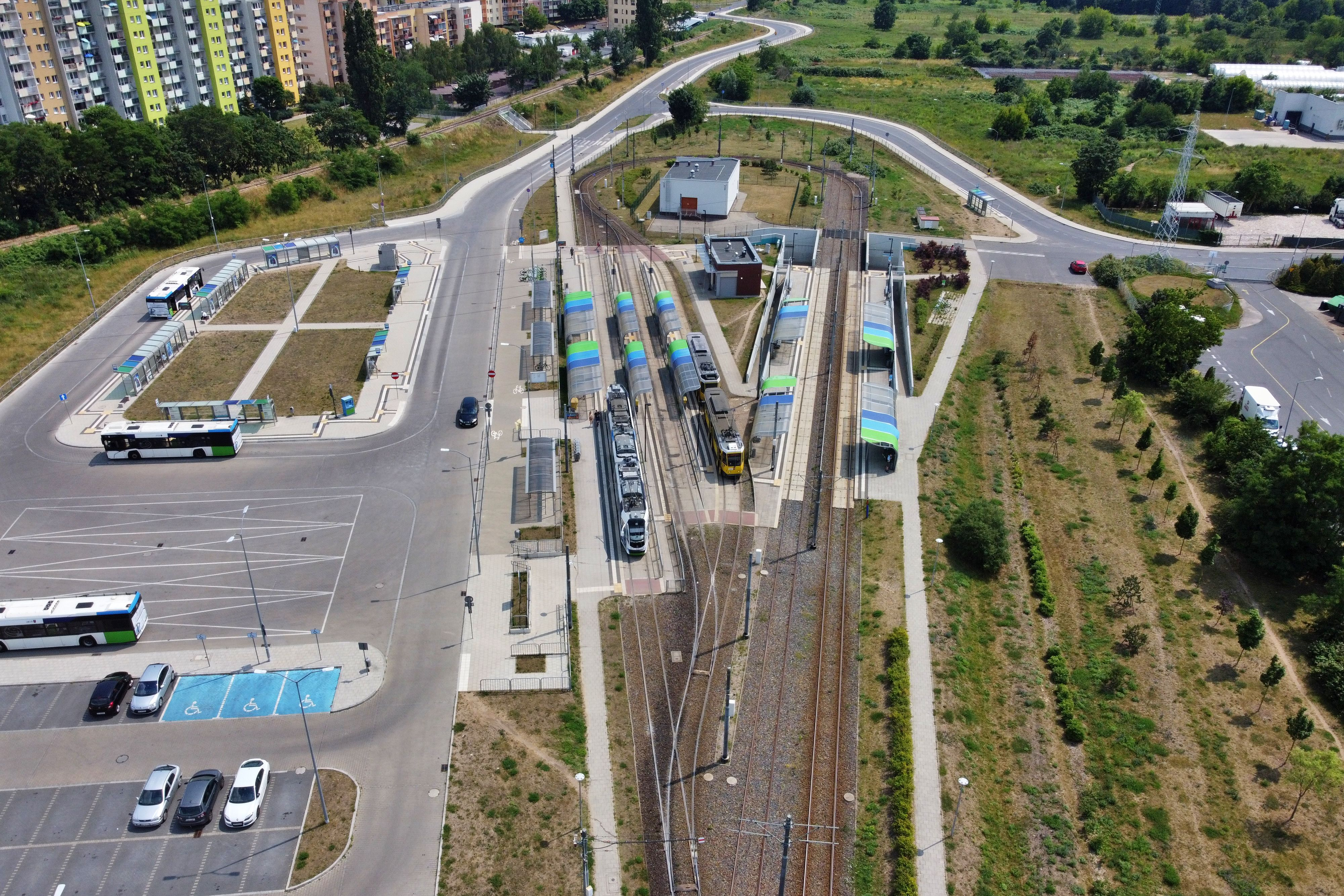
Pętla tramwajowo-autobusowa przy ul. Turkusowej w Szczecinie

Pętla (pętlica) – element infrastruktury służący do zmiany kierunku ruchu pojazdu, w postaci odcinka trasy (toru, jezdni), zakrzywionego w planie o 180°.
Pętle występują przede wszystkim w sieciach tramwajowych, w przypadku jeśli stosowane są wagony jednokierunkowe, a na trasie stosowane są dwa tory jazdy. Pojazdy dwustronne dwukierunkowe na szlakach jednotorowych w celu zmiany kierunku ruchu nie wymagają dodatkowych elementów infrastruktury. Przystanek końcowy znajduje się przy samej pętli lub na odcinku szlaku bezpośrednio przed pętlą. Analogicznych urządzeń w postaci placów lub zawracającej jezdni używa się dla autobusów i trolejbusów. Rzadziej spotyka się pętle na liniach metra, np. niektóre linie w Oslo, w Paryżu i w Nowym Jorku, a wyjątkowo na szlakach pełnej kolei, np. S-Bahn w Stuttgarcie czy pętla nawrotna na dużej obwodnicy kolejowej Krakowa.
Na końcowych przystankach linii tramwajowych i autobusowych mogą być obiekty towarzyszące służące celom eksploatacyjnym, takie jak zabudowania socjalne dla kierowców lub motorniczych, stacje transformatorowe lub dyspozytornie.
Najprostszym rozwiązaniem pętli pojazdów szynowych jest pojedynczy tor w kształcie litery U. Rozwiązania takie stosuje się zwłaszcza tam, gdzie brak miejsca na ułożenie większej liczby torów i rozjazdów, bo jego wadą jest to, iż pierwszy z pojazdów, który wjedzie na pętlę, również pierwszy musi go opuścić. Utrudnia to wykorzystanie pętli dla linii kursujących na różnych trasach (opóźnienie na jednej linii może się wówczas odbić opóźnieniem na drugiej), a wręcz uniemożliwia wykorzystanie jej dla linii kursujących z różnymi częstotliwościami. Dlatego, o ile to tylko jest topograficznie i finansowo możliwe, stosuje się ukrotnienie torów na pętli w celu odstawiania pojazdów lub umożliwienia uzyskania właściwej kolejności odjazdu pociągów różnych linii. Przy takim rozwiązaniu tramwaj każdej linii, po dojechaniu do końcowego przystanku dla wysiadających, może ustawić się na torze przeznaczonym dla jego linii i tam oczekiwać swojej pory odjazdu, i nie ma potrzeby uzależniania terminu odjazdu jednej linii od drugiej.
Wariantem tego rozwiązania jest układ pętli powiązanej z rozwiązaniem hiszpańskim, w którym pojazd każdej linii ma własny przystanek (peron) zarówno dla wsiadających, jak i wysiadających (jak na schemacie stacji kolejowej Olympic Park w Sydney obok na rysunku oraz jak na zdjęciu z wrocławskiego Oporowa pod rysunkiem).

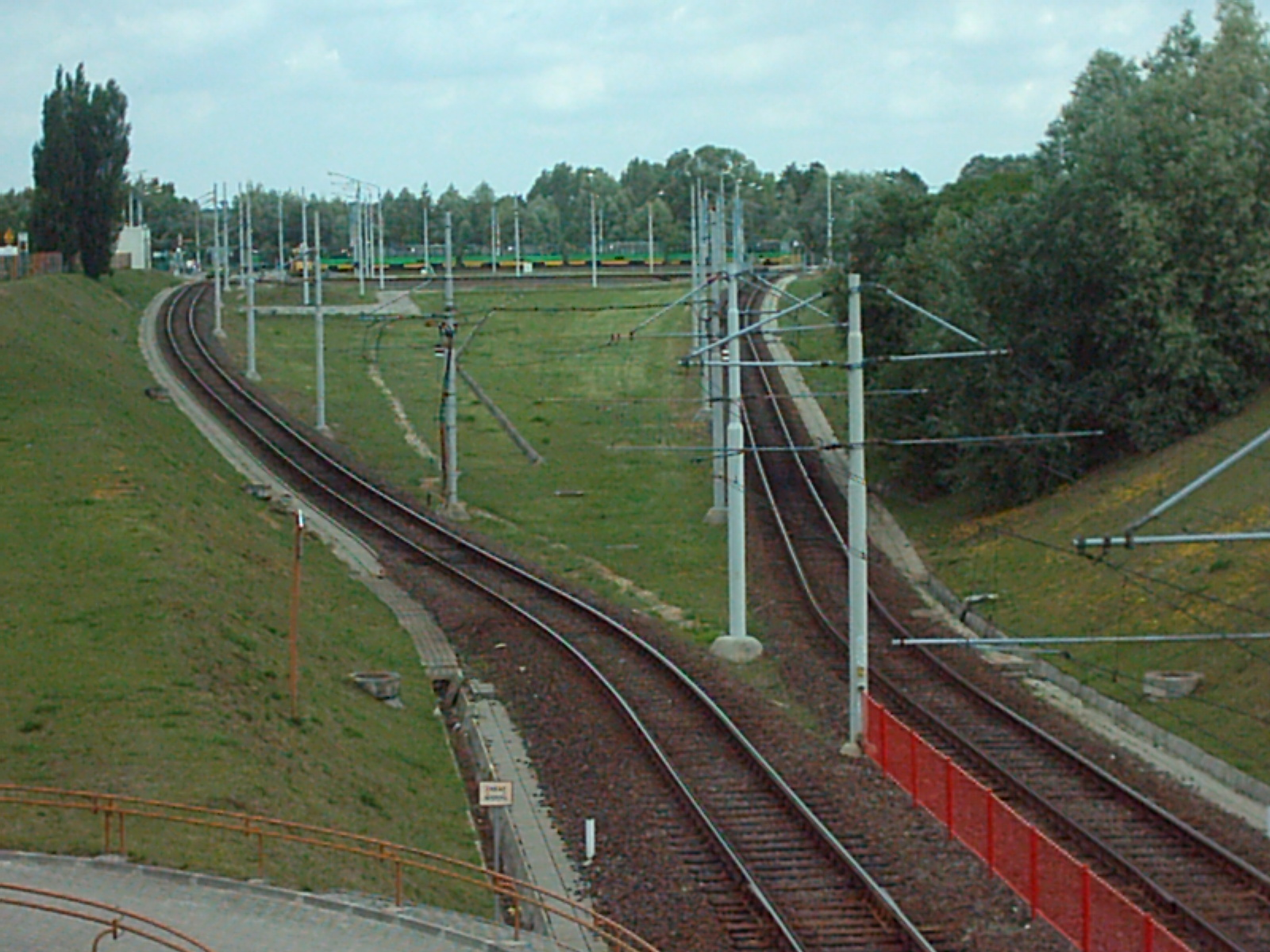
Pętla PST na poznańskim Osiedlu Jana III Sobieskiego
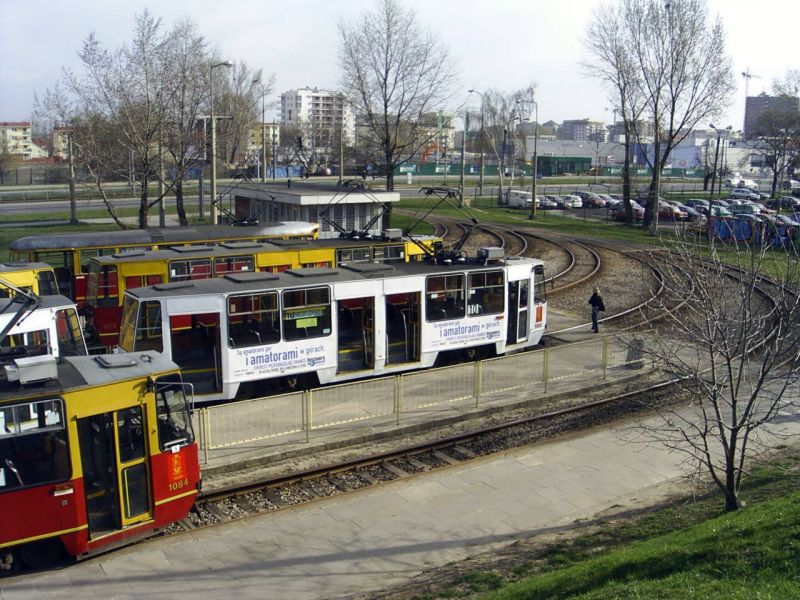
Pętla tramwajowa w Warszawie (Os. Górczewska)
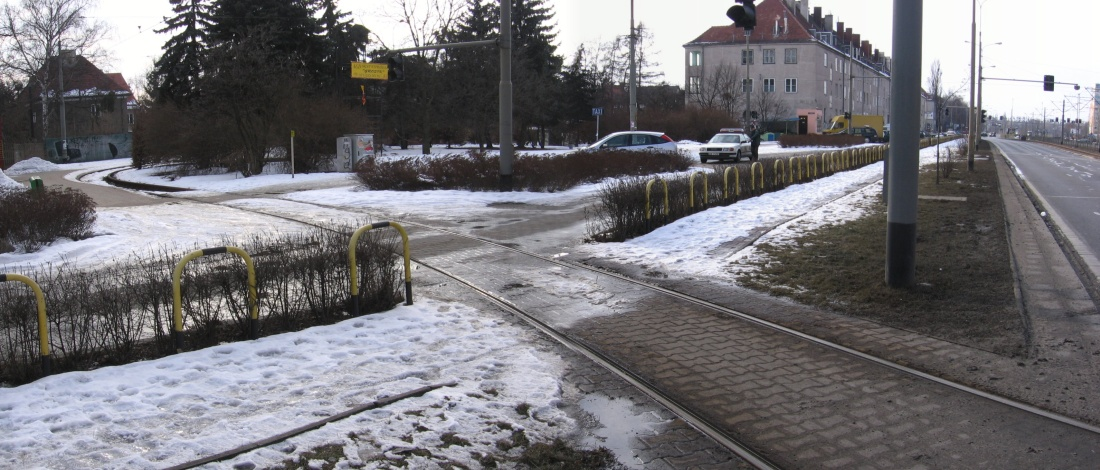
Pojedyncza pętla tramwajowa na wrocławskim Grabiszynku
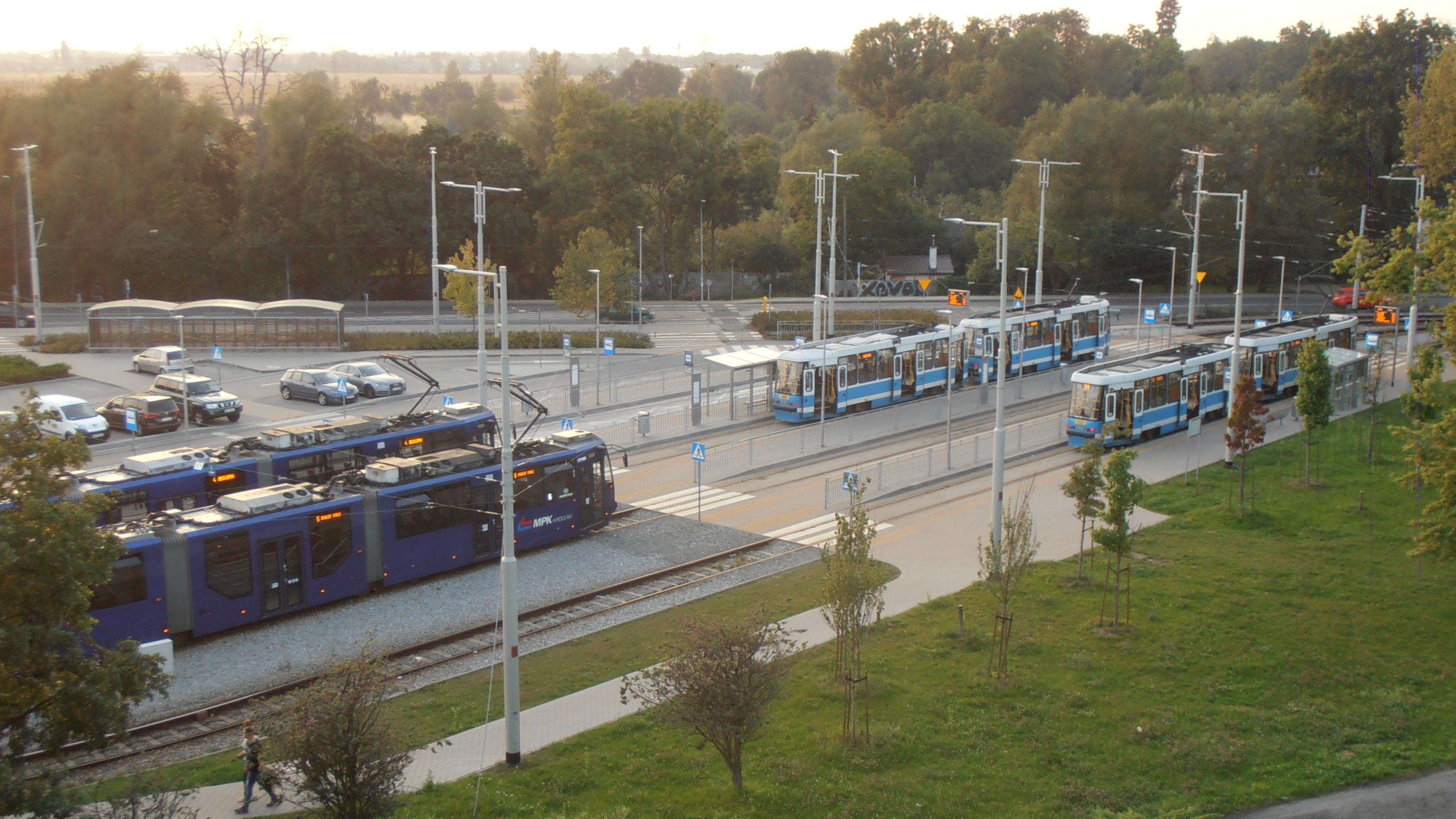
Pętla tramwajowa na wrocławskim Oporowie
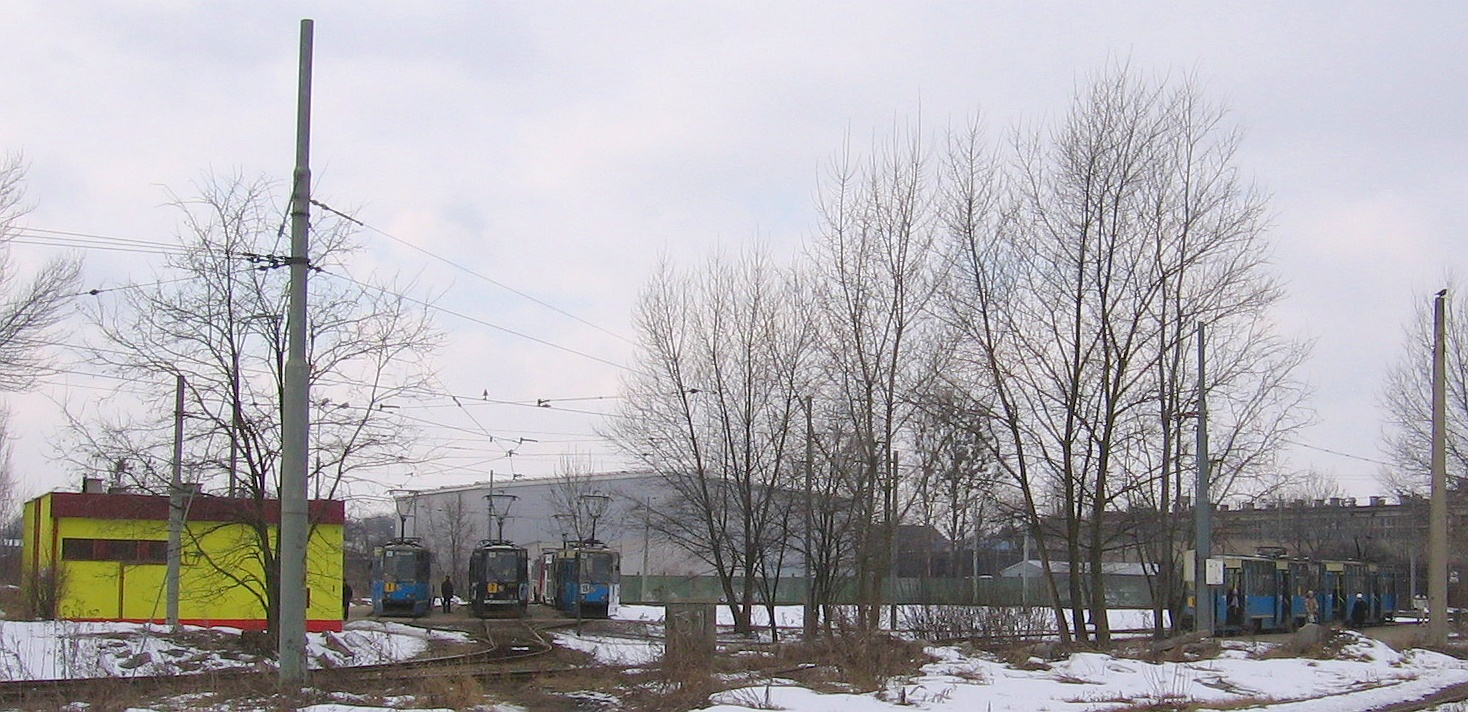
Pętla wrocławskich tramwajów na Poświętnem (dawniej „Żmigrodzka” lub „Marino”) z potrójnym ukrotnieniem (rozwidleniem; trzema torami postojowymi); od lewej: tramwaj linii „1”, „7” i dwie „15” czekające na odjazd; po prawej tramwaj „1” w trakcie wysiadania pasażerów
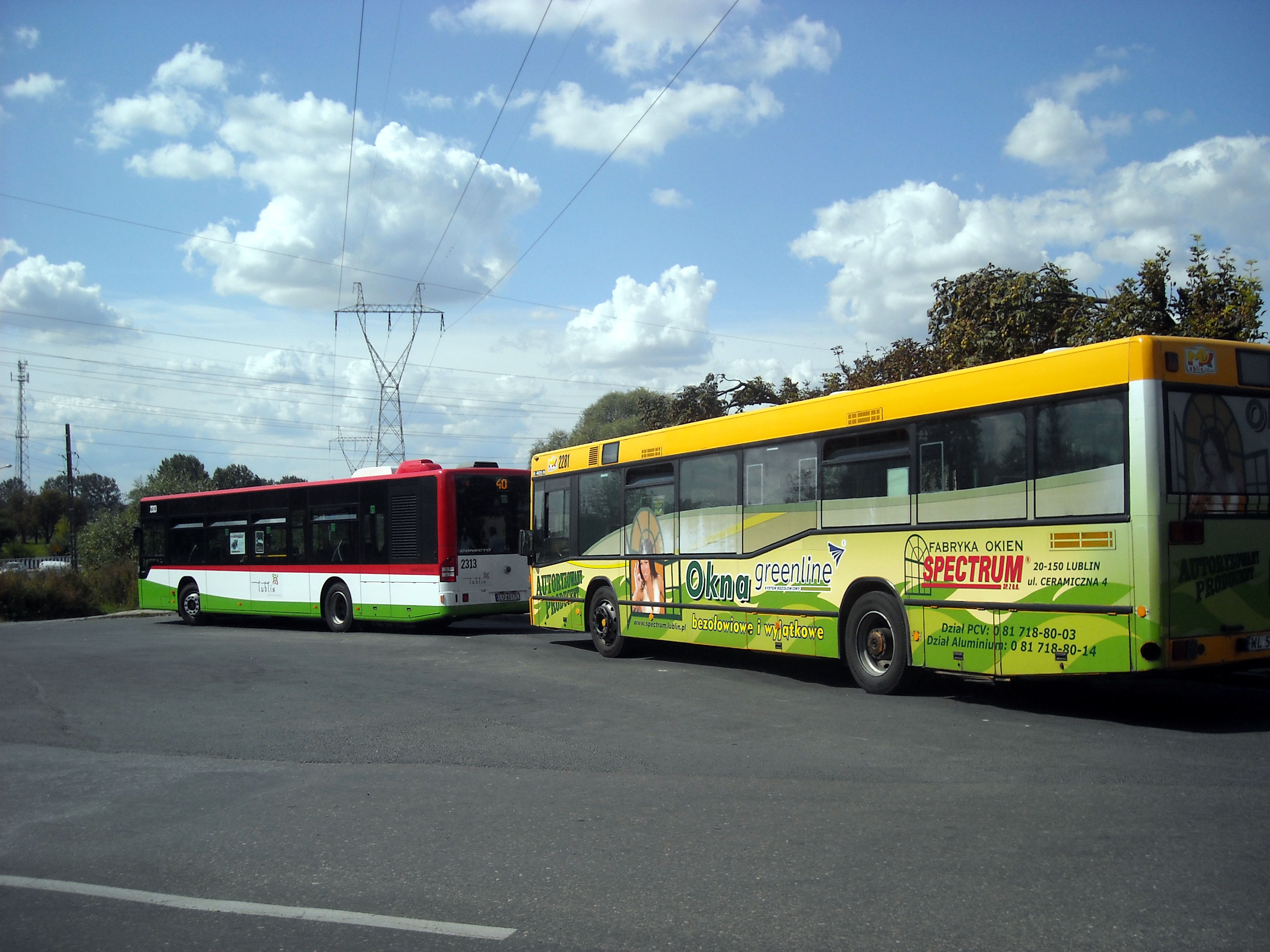
Pętla autobusowa w Lublinie w dzielnicy Wrotków (ul. Żeglarska)
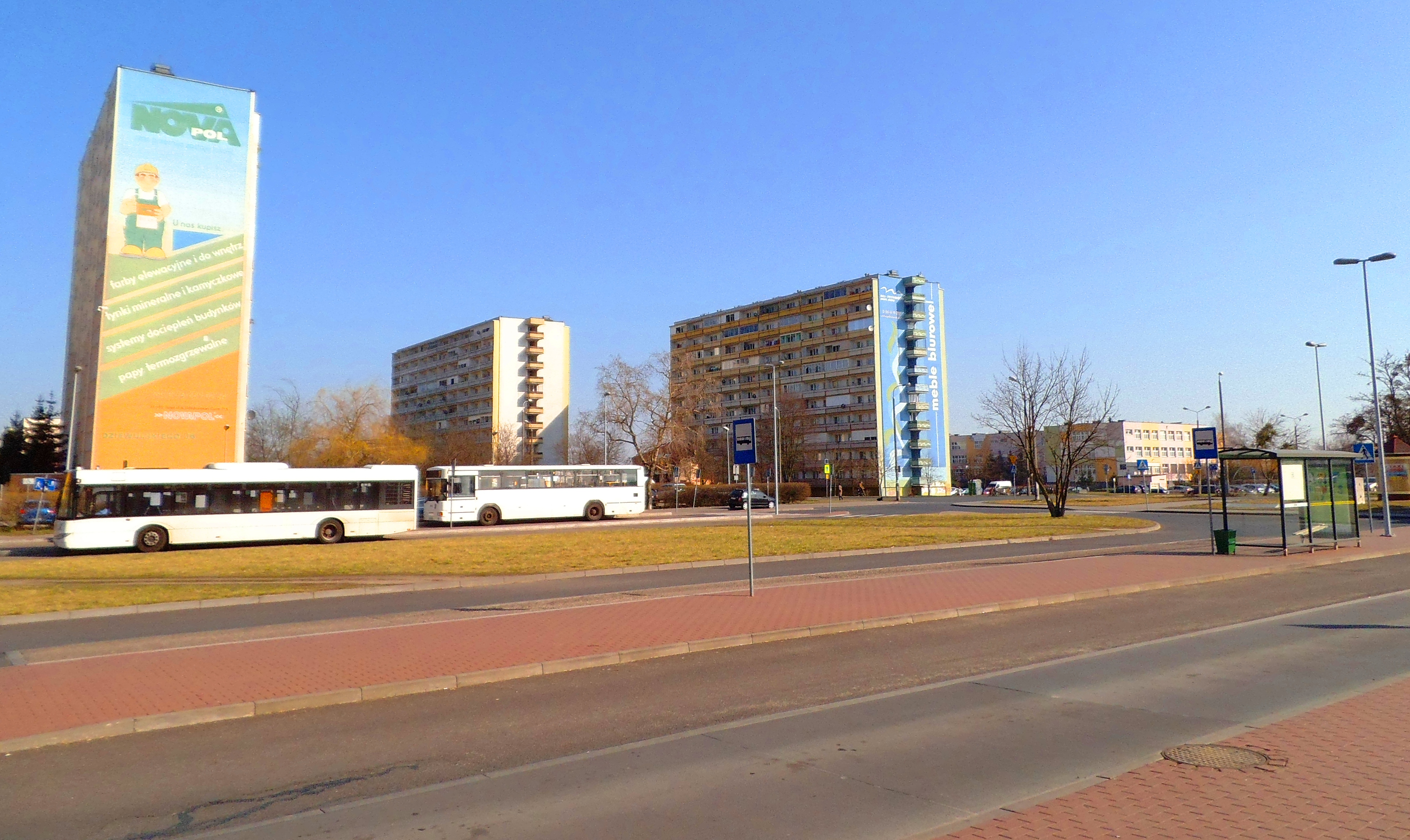
Pętla autobusowa „Rubinkowo II” w Toruniu

Trójkąt nawrotny

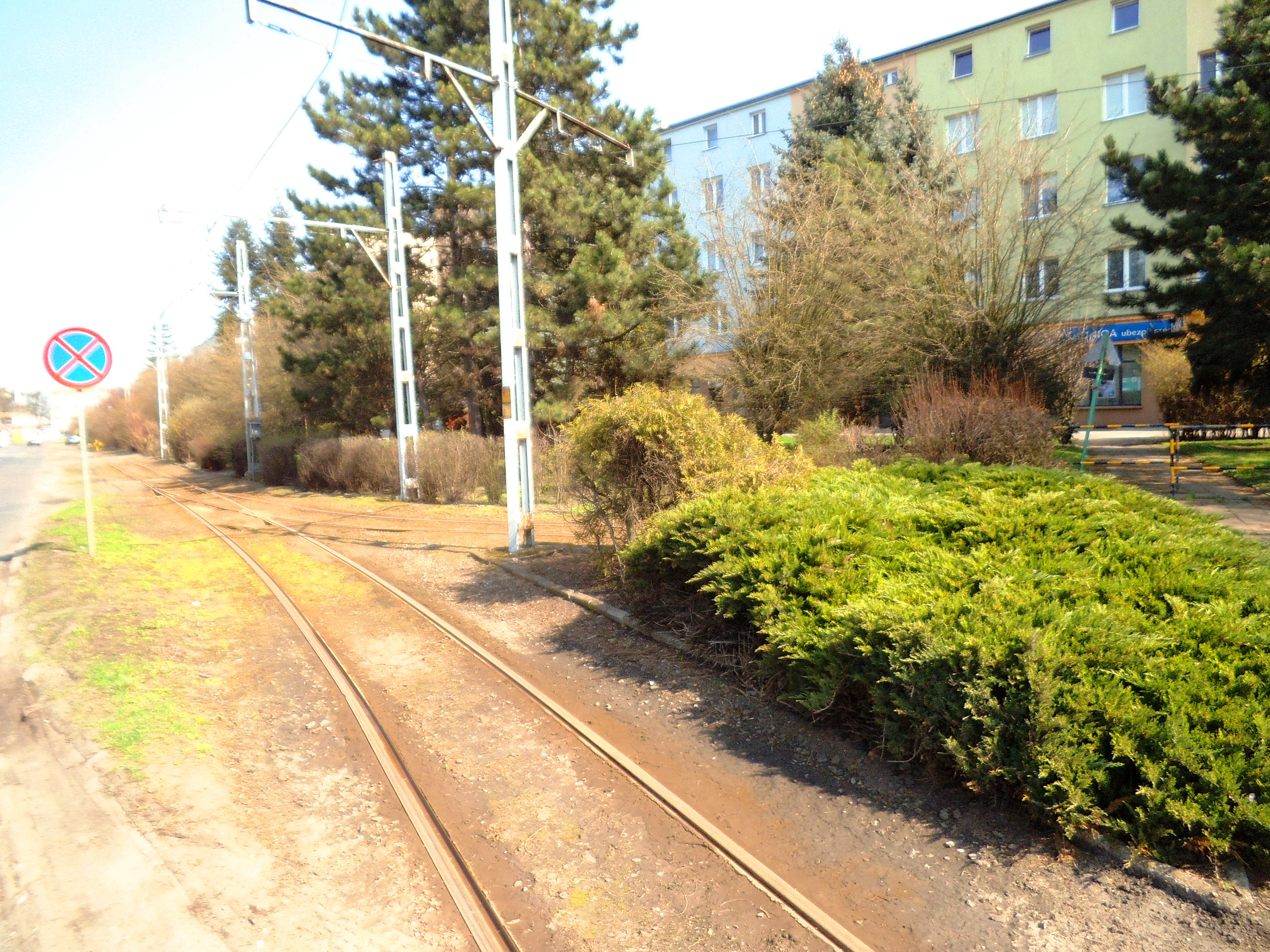
Trójkąt manewrowy w Grudziądzu (nieużywany liniowo od 2011 roku)

W przypadku krótszych pojazdów praktyczniejszym od pętli rozwiązaniem jest plac do zawracania wymagający przebycia krótkiego odcinka na biegu wstecznym. W przypadku tramwajów spotyka się trójkąty torów, funkcjonujące w podobny sposób. Mogą na nim zawracać pojazdy jedno- i dwukierunkowe. W Polsce trójkątów nawrotnych liniowo używa się obecnie w Grudziądzu (linia 1, końcówka Dworzec PKP), Konstantynowie Łódzkim (linia 43A, fragment sieci łódzkiej) i w Sosnowcu (linia 24, końcówka Okrzei) oraz okresowo we Wrocławiu (przy ul. Wierzbowej, tymczasowo kursowała tam linia 33 PLUS). W Gdańsku z powodu braku terenu na pętle, trójkąt torowy planuje się na odgałęzieniu linii do Piecek-Migowa przy ul. Bulońskiej. Z powodu likwidacji torów tramwajowych do centrum Gliwic i braku miejsca na budowę pętli, trójkąt nawrotny stosuje się przy zajezdni tramwajowej w Gliwicach dla linii kursujących w kierunku Zabrza (linie 1, 4).
Łącznik międzytorowy – tzw. weksel
Przy remontach torowisk oraz w celu zmniejszenia utrudnień związanych z zablokowaniem toru przez awarię pojazdu (tramwaju) stosuje się łączniki międzytorowe zwane wekslami (od niem. wechseln – zmieniać), na których oprócz zmiany toru i ominięcia pojazdu zdefektowanego można dokonać zmiany kierunku pojazdu dwukierunkowego dwustronnego (w przypadku pociągu wyposażonego w wagon doczepny konieczne jest objechanie go przez wagon z kabinami motorniczego).
Na liniach jednotorowych podobną funkcję może spełniać mijanka, normalnie wykorzystywana do wymijania się pojazdów jadących w przeciwnych kierunkach.
Obrotnica

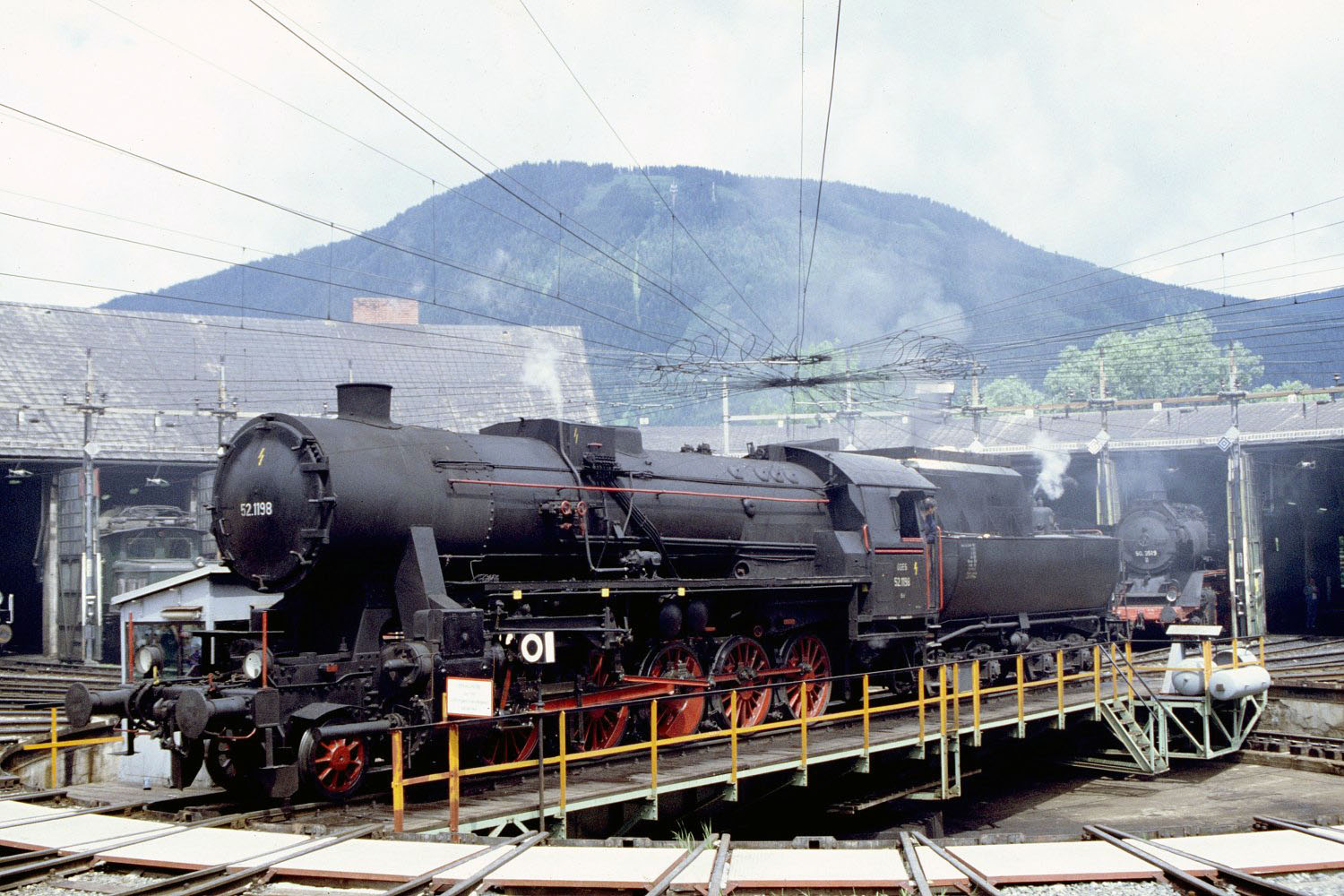
Parowóz na obrotnicy

Niegdyś w kolejnictwie do zawracania pociągu w celu obrócenia lokomotywy stosowano obrotnicę, stosowano ją także do zmiany toru i „oblotu” wagonów przez lokomotywę zamiast rozjazdu na stacjach z małą ilością miejsca. Obecnie używa się niemal wyłącznie pojazdów dwukierunkowych.

## Łódź
W Łodzi i okolicach na określenie pętli (oraz przystanku końcowego) używa się powszechnie terminu krańcówka (od słowa kraniec, czyli koniec, w tym przypadku trasy). Spowodowane jest to prawdopodobnie tym, że dawniej w Łodzi powszechnie były wykorzystywane pojazdy dwukierunkowe i torowiska nie były zakończone pętlami, lecz wekslami lub mijankami.